# Jhonathan Flórez
Jhonathan Flórez Patiño (Medellín, Colombia, 3 de abril de 1983 - Engelberg, Suiza, 3 de julio de 2015) fue un deportista colombiano, en las modalidades del paracaidismo de salto BASE, traje de alas y caída libre. Logró ubicarse en la élite mundial de estas disciplinas consagrándose como campeón mundial y medalla de oro del WWL (World Wingsuit League), y estableciendo varios Récords Guinness para esta modalidad. Dentro de sus logros también estuvo el haberse situado en el top del ranking mundial de los deportes extremos, siendo el único deportista latinoamericano que ha llegado a esta posición.

## Biografía
Inició en el paracaidismo el 5 de abril de 2002 y pasó al salto BASE (desde un objeto fijo: Building, Antenna, Span, Earth) en 2005. Había acumulado más de 4000 saltos, practicaba modalidades de paracaidismo tales como swooping, freefly y cámara, pero su mayor enfoque era el vuelo en traje con alas. Realizó trabajo de cámara para múltiples centros de paracaidismo, revistas, libros y programas de televisión. Era conocido como el "hombre pájaro". Su pasión por las alturas le permitió viajar por todo el mundo y logró conocer paisajes espectaculares, entre otros, el Eiger, en los Alpes Suizos; el Troll Wall, en Noruega, y el Dent de Crolles, en Francia, lugares en los que, según sus palabras, se ha “purgado el alma”. Calificaba los saltos como “oportunidades para sentirse libre y vivo".

## Muerte
El deportista extremo Jhonathan Flórez murió el 3 de julio de 2015 en el glaciar Titlis cerca de Engelberg Suiza, por causas que aún no han sido esclarecidas pero hipotéticamente se cree que en la salida de una nueva ruta en el monte, resbaló al borde no teniendo tiempo de detenerse y cayendo inmediatamente al precipicio. Según familiares, se encontraba probando un traje nuevo que usaría en el Mundial de salto en China. Al parecer su muerte fue instantánea y las cámaras GoPro que solía utilizar en sus entrenamientos y competencias no han sido halladas para concluir lo sucedido. En ese país se entrenaba para el mundial de paracaidismo en China, en octubre de 2015.
La noticia la dio a conocer el representante de Flórez, Pedro Tosin.

## Récords
En 2012 logró cuatro récords Guinness, cuando realizó el salto más largo de la historia, tanto en tiempo como en distancia. También participó en 2012 en la competencia élite en Salto Base en Traje con Alas (WWL) en China, logrando el 4.º puesto, quedando por encima de deportistas mundialmente conocidos como Jeb Corliss, Roberta Mancino e incluso Jokke Sommer.
- Mayor distancia volada con traje de alas. Logró 16,31 millas; la marca anterior estaba en 14,04 millas.
- Mayor tiempo de vuelo con traje de alas. Logró 9 minutos 6 segundos; la marca anterior estaba en 6 minutos.
- Mayor distancia total recorrida. Logró 17,52 millas; la marca anterior estaba en 16,06 millas.
- Mayor altura en un salto en traje con alas. Logró 37.265 pies.

En mayo de 2013, junto al atleta belga Cedric Dumont, forma parte del proyecto Volando por Encima de las Líneas de Nazca (Patrimonio Histórico de La Humanidad) en Perú, convirtiéndose en las primeras personas en realizar esta proeza. También sobrevoló el Corcovado en Río de Janeiro con el Red Bull Air Force.
El 12 y 13 de octubre de 2013 se consagra como campeón mundial del WWL (World Wingsuit League), la competencia más importante del planeta en salto BASE, convirtiéndose en el hombre más rápido del mundo en un traje con alas.

Trucos
XRW Double Dock Surf, XRW Surf, Mr Bill Dause, Mr and Ms Bill, Jumping Beam, Jail Break 96.

## Otros títulos
- Séptimo más rápido del mundo 2010 "Wingsuit BASE Race",
- Segundo Puesto en Festival de Video de BASE - Bridge Day "Melódica",
- Primer Puesto en Festival de Video SRJC 2010 "Video Uno",
- Participante en Festival de Video Internacional Petaluma Film Festival "Bideo Uno",
- Primer Puesto en Festival de Norcal Free Flight Categoría General 2010 "Bideo Uno",
- Primer Puesto en Festival de Norcal Free Flight Categoría General 2011 "Project XXXRW",
- Primer Puesto en Festival de Norcal Free Flight Categoría BASE 2011 "Dreams".